# Вод (ратни дневник)
Вод је ратни дневник, ветерана и писаца Драшка Љубичића. Писац описује рат у Босни и Хрватској, кроз којег је пролазио за време 1991. до 1995.